# المدعي العنيف
المدعي العنيف (هانغل: 검사외전) فيلم جريمة كوري جنوبي من إخراج لي إيل هيونغ. وبطولة هوانغ جونغ مين، كانغ دونغ وون، لي سونغ مين وبارك سونغ وونغ. وصدر الفيلم في عام 2016.

## القصة
بيون جاي-ووك مُدعي عام سريع الغضب يسعى خلف الحقيقة فقط. ومشهور بتحقيقاته القاسية. ذات يوم يتم العثور على مشتبه به الخاضع للتحقيق لدى بيون جاي ووك ميتًا ويُلقى القبض عليه بتهمة سوء استخدام السُلطة. يلتقي بيون جاي ووك برجل مُحتال بالسجن يُدعى تشي وون ويشعر بأنهُ القادر على تنفيذ خطته خارج السجن وباستخدام معرفته كمُدعي عام سابق، يجهز هجومًا مُضادًا على الذين قاموا بتلفيق التهمة له.

## روابط أضافية
- المدعي العنيف على هانسينما
- المدعي العنيف على موقع IMDb (الإنجليزية)
- المدعي العنيف على موقع روتن توميتوز (الإنجليزية)
- المدعي العنيف على موقع نتفليكس (الإنجليزية)
- المدعي العنيف على موقع ألو سيني (الفرنسية)
- المدعي العنيف على موقع أول موفي (الإنجليزية)
- المدعي العنيف على موقع فيلمافينيتي (الإسبانية)
- المدعي العنيف على موقع قاعدة بيانات الفيلم (الإنجليزية)
- المدعي العنيف على موقع ليتربوكسد (الإنجليزية)
- المدعي العنيف على موقع كينوبويسك (الروسية)